# Motel

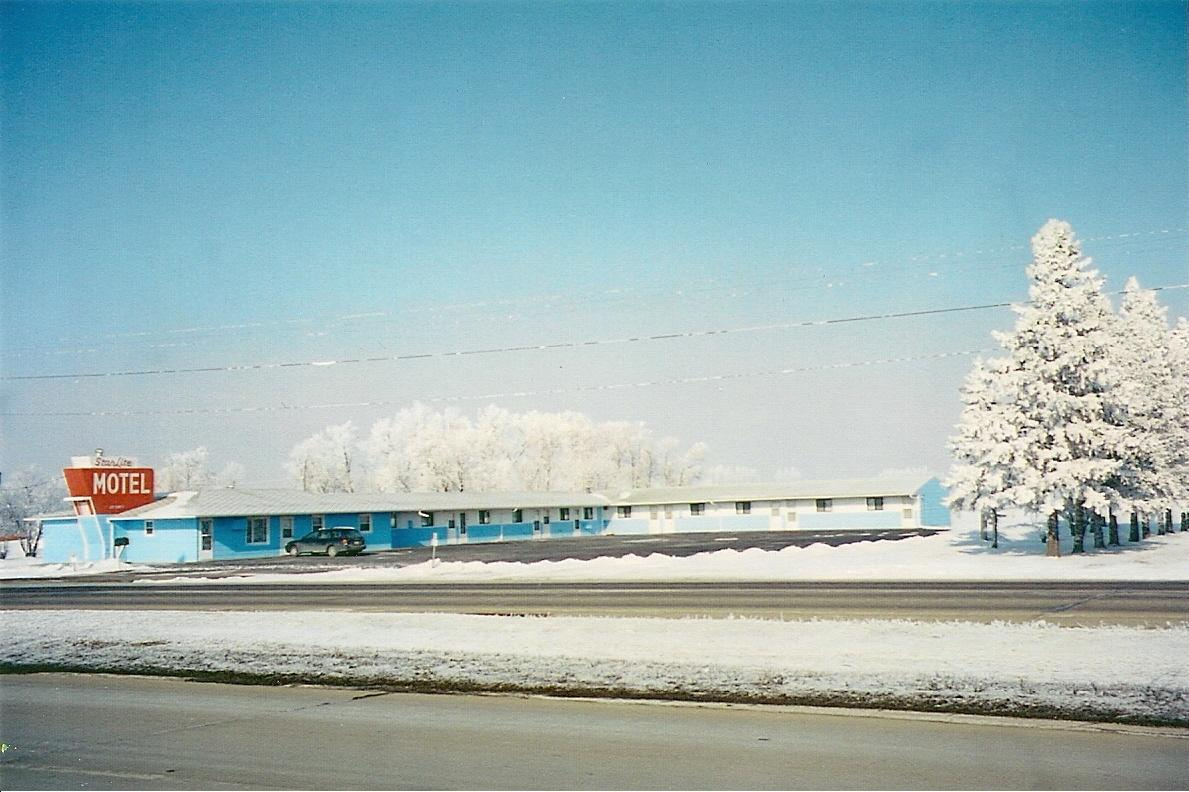
Star Lite Motel în Dilworth, Minnesota un motel tipic american în formă de L din anii 1950

Un motel este un hotel conceput pentru șoferi, de obicei având fiecare cameră intrarea mai degrabă direct din zona de parcare pentru autovehicule motorizate, decât printr-un hol central cu recepție, pentru a facilita încărcarea și descărcarea bagajelor din autovehicol. Cuvântul provine din engleză: este un acronim al cuvintelor motor + hotel.
Adesea motelurile nu au propria gastronomie și nu servesc băuturi alcoolice.

Motelurile, în general nu au orar de acces, ele fiind deschise 24 de ore. Pentru călători și șoferii profesioniști (curieri, șoferi de camion) există și o gamă largă de oferte specializate.

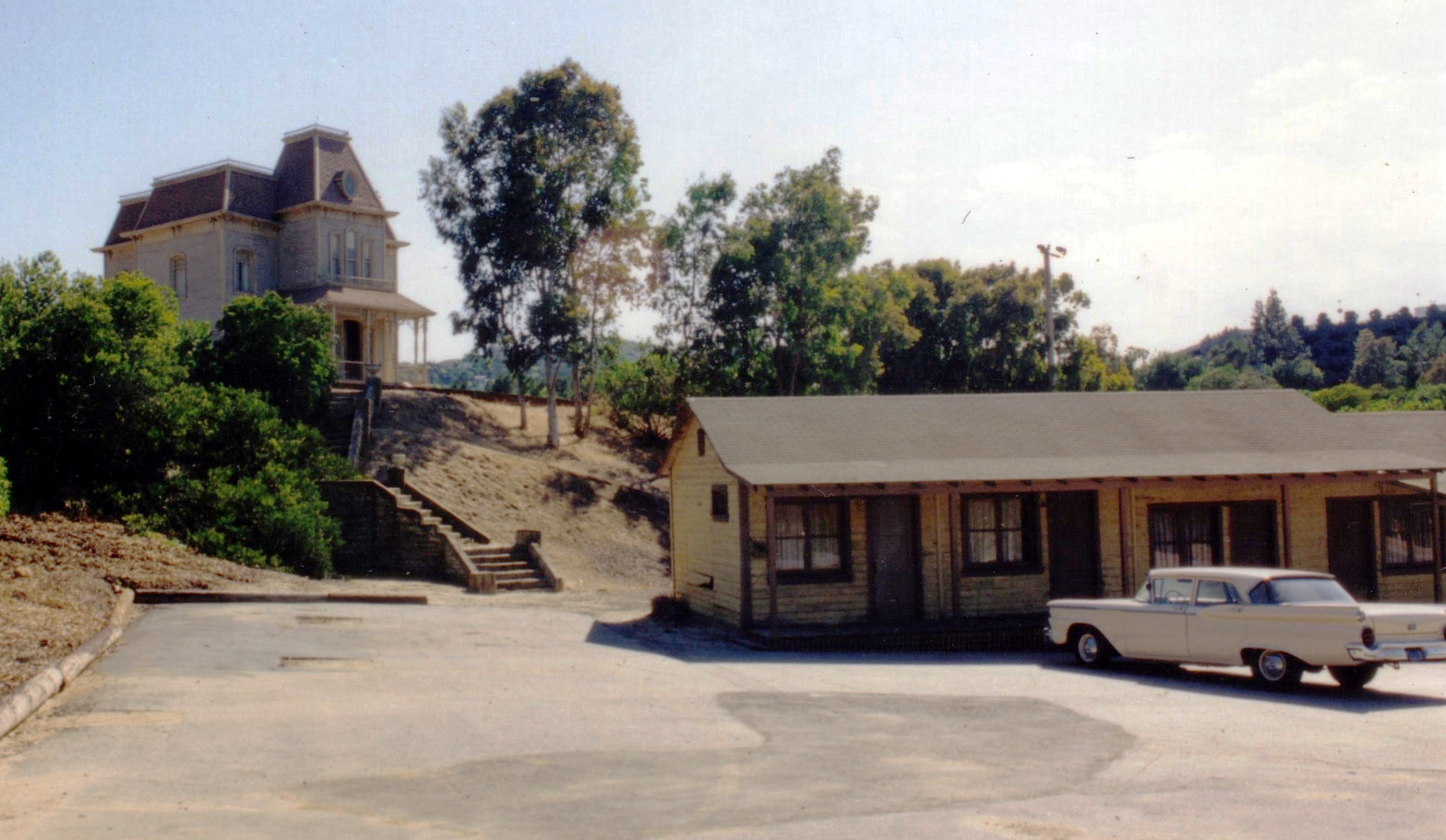
Motelul „Bates” din filmul Psycho.

Primele moteluri au apărut o dată cu motorizarea în masă la începutul secolului al XX-lea în SUA. Arhitectul american Arthur Heineman este considerat fondatorul. Primul motel a fost deschis pe 12 decembrie 1925 în San Luis Obispo, California, sub numele Motel Inn.

În Europa au fost cunoscute în primul rând ca zonă de repaus și de service pe autostradă din anii 1950 cât și pe alte rute de lungă distanță, mai târziu și la periferia orașelor mari, într-o locație convenabilă circulației automobilistice.

Cele mai multe moteluri pot fi întâlnite în SUA și Canada, unde ele au fost construite încă din anii 1920, odată cu extinderea autostrăzilor.